# Debye
O debye (símbolo D, pronunciada /dɛˈbaɪ/) de é uma unidade de medida de momento dipolar elétrico do sistema CGS, definida como 10−18 statcoulomb-centímetros (statC·cm).
A unidade foi nomeada em homenagem ao físico Peter J. W. Debye.  Historicamente, foi definida como o momento dipolar resultante de duas cargas elétricas de sinal oposto, mas com mesma magnitude 10−10 statcoulombs (10−10/2.997.924.580 coulombs, aproximadamente 0,2083 unidades de carga elementar), separadas por 10−8 centímetros (1 angstrom ou 10−10 metro, distância próxima ao comprimento de de uma ligação covalente típica). Isso deu uma unidade conveniente para momentos de dipolo molecular.
Em termos do sistema métrico internacional (SI), 1 debye equivale portanto a 10−21/299.792.458 coulomb-metro (C·m), ou aproximadamente 3,33564 × 10-30 C·m. Reciprocamente, 1 coulomb-metro equivale a 299.792.458 × 1021 D ≈ 3×1029 D.
| 1 D | = (10−10 statC) × (10−8 cm) = 10−18 statC·cm                |  |                     |
|     | = (10−10 esu) × (1 Å) = 10−10 esu·Å                         |  |                     |
|     | = (10−11/299.792.458 C) × (10−10 m) = 10−21/299.792.458 C·m |  | ≈ 3.33564×10−30 C·m |

No sistema de unidades de Planck, o debye equivale a aproximadamente 1.10048498×1023 qP·lP. 
No sistema de unidades atômicas, o debye equivale a aproximadamente 0.393430307 e·a0..
Também equivale a aproximadamente 0.20819434 e·Å ou 0.020819434 e·nm.
Momentos dipolares típicos para moléculas diatômicas simples estão na faixa de 0 a 11 D. Espécies homoatômicas simétricas, por exemplo, cloro, Cl2, têm momento dipolar zero. Um exemplo no outro extremo é o brometo de potássio (KBr) em fase gasosa, com um momento dipolar de 10,5 D.
O debye ainda é usado na física e na química atômica porque as unidades SI são inconvenientemente grandes. A menor unidade SI de momento dipolar elétrico é o yoctocoulomb-metro (10−24 C·m), que é de aproximadamente 300.000 D.  Oficialmente, o SI não contempla a aplicação de prefixos a ambos os membros de uma unidade composta ou a composição de prefixos; descartando, portanto, unidades como o femtocoulomb-femtômetro ou o microyoctocoulomb-metro (que seriam ambos aproximadamente 0,3 D).